# Black Mesa (Arizona)
Pour les articles homonymes, voir Black Mesa et Big Mountain (homonymie).

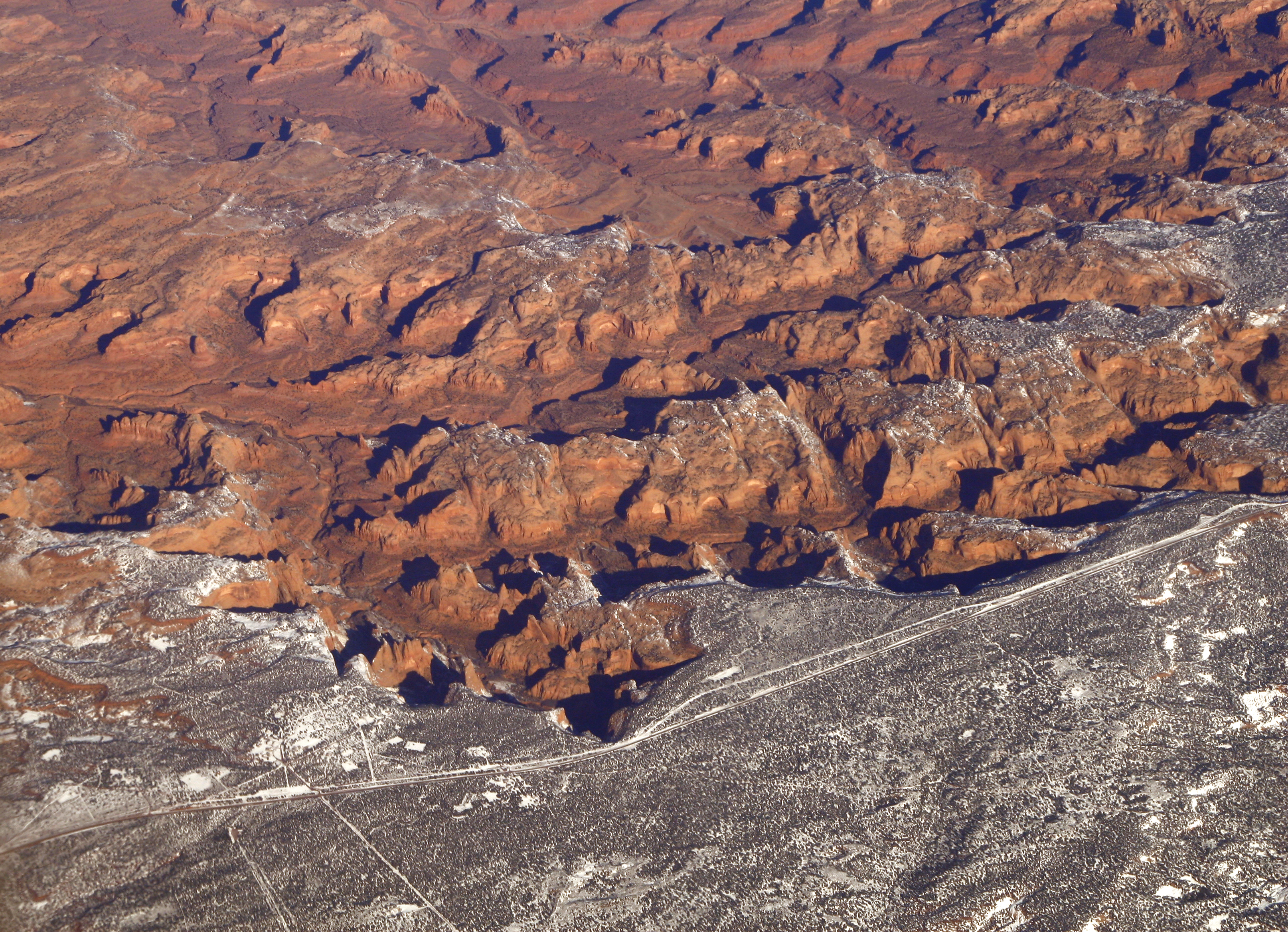
Vue aérienne du monument national Navajo.

Black Mesa, ou Big Mountain, est une région montagneuse du Comté de Navajo, dans l'État de l'Arizona aux États-Unis. En langue amérindienne navajo, cette région porte le nom de Dziłíjiin ( « Montagnes noires ») et durant la domination mexicaine de l'Arizona, on l'appelait Mesa de las Vacas.  Elle tire son nom actuel de l'apparence que lui donnent ses nombreux gisements de charbons.
Depuis les années 1960, l'exploitation du charbon par la Peabody Western Coal Company a entrainé un conflit avec les populations locales au regard de son utilisation des eaux souterraines pour transporter le charbon et ses conséquences sur le niveau des nappes phréatiques. Utilisant 5,5 millions de litres d'eau par an pour transporter le charbon jusqu'au Nevada, les activités minières de Peabody risquent d'épuiser définitivement cette source d'eau potable. La société, qui avait été contrainte de cesser son activité en 2005, pourrait réobtenir un permis d'extraction à vie de la mine à ciel ouvert.